# Макрин
Вижте пояснителната страница за други личности с името Макрин.
Марк Опелий Макрин (на латински: Marcus Opellius Macrinus; 165 – 218) е римски император за 14 месеца от 217 до 218 година. Управлява без да посети Рим. Неговото мимолетно властване било забележително с факта, че той е първият император, произлизащ от низшите прослойки на обществото; преди възкачването си не бил дори сенатор.
Макрин по произход е мавър или бербер, родом от африканската провинция Мавретания. Смята се, че в младостта си е бил роб, освободен от господаря си (или е бил син на освободен роб). Получил много добро юридическо образование, благодарение на което се издигнал от дъното на обществото до поста на преториански префект при Септимий Север. Бил приет в класата на конниците, а по-късно се добрал и до върховната власт.

## Възкачване
Макрин, който по това време е преториански префект, ръководи заговор срещу Каракала. Причината да убие императора е следната: разчуло се за един астролог, който предсказал, че Макрин и синът му Диадумениан са предопределени да станат владетели. До Каракала, който се намирал в Сирия, бил изпратен донос, уведомяващ го за случая. Понеже му предали писмото, докато гледал надбягвания с колесници, императорът не го разгледал, а го връчил на своя префект – Макрин. Последния бил толкова уплашен за живота си, след като прочел известието, че решил да изпревари събитията и да убие своя господар преди той да стори това с него.
Съзаклятието успява с помощта на телохранители от най-близкото обкръжение на Каракала, който е убит край един път близо до Харан, Северна Сирия (8 април 217 г.). След смъртта му Макрин наказва физическите убийци, за да отклони вината от себе си, и устройва обявяването си за император от легионите. Заедно с това той обява малолетния си син Диадумениан за цезар и престолонаследник.

## Управление
Въпреки раздадените подаръци по случай встъпването му в длъжност, Макрин страдал от липса на популярност поради слуховете за низшия му произход и най-вече в резултат на твърденията, че е убил Каракала по нечестив начин. Сред нобилитета новия император имал ниската репутация на кариерист и парвеню, народът го посрещнал с безразличие, а войниците го презирали и открито съжалявали за Каракала.
Макрин отменил терора, провеждан от предшественика му, и се стремял към близост със Сената, но не бил особено уважаван там. Изпратеният като префект на Рим съучастник в заговора и бивш колега на императора – Марк Оклатиний Адвент, се оказал особено некомпетентен. През 218 г. в столицата избухнал голям пожар, а необмисленият опит за овладяването му предизвикал наводнение и големи щети. Междувременно оттеглилата се в изгнание бивша императрица Юлия Домна била убита или се самоубила след неуспешен заговор срещу Макрин. Тези събития допълнително подронили авторитета на режима.

### Войната с Партия
Малко след издигането на Макрин голяма армия от държавата Партия нахлува в Северна Месопотамия и се сблъсква с римляните. Партският владетел Артабан IV е решен да отмъсти за коварното нахлуване на Каракала в неговите земи предната година, както и за поругаването на семейната гробница на Арсакидите. Срещата между войските в битката при Нисибис (лятото на 217 г.) завършва без ясен резултат, но със значителни загуби и от двете страни. Макрин, който няма интерес от продължаване на бойните действия, предлага да сключи мир при неизгодни за римляните условия. Римската империя трябвало да изплати голяма контрибуция (200 млн. сестерции) и да отстъпи на партите спорните територии. Това решение било счетено за малодушно и предизвикало раздразнението на легионерите.

### Сваляне
След позорното отстъпление пред партите, популярността на Макрин сред войската съвсем спаднала и от това се възползвала Юлия Меса, сестра на Юлия Домна, родом от Сирия. Тя имала двама внука, които представяла за незаконни синове на Каракала. По-голямото от двете момчета било жрец на слънчевия бог Хелиогабал в Емеса. Тя го издигнала като претендент за императорския престол с името Антонин Елагабал. За да привлече войниците на страната на внука си, от негово име Юлия Меса раздава на сирийските легиони богати дарове и през пролетта на 218 г. те се вдигат на бунт.
Макрин и синът му, които се намират в Сирия, скоро са дезертирани от войските. Легионите все още подкрепящи Макрин са разбити край Антиохия (юни 218 г.), а той самия бива заловен и убит в опита си да избяга дегизиран като куриер към Кападокия. Синът му споделя същата участ.